# Озлојеђеност
Озлојеђеност је снажно осећање које многи стручњаци сматрају помешаношћу разочарања, беса и бојазни. Роберт Соломон, професор филозофије на Универзитету Тексаса у Остину, ставља озлојеђеност, бес и презир на исти ниво. Он тврди да је озлојеђеност у ствари бес према појединцима вишег статуса; бес је усмерен ка људима истоветног статуса; презир је према њему усмерен ка људима нижег статуса.

## Осећања слична озлојеђености
Као што је већ напоменуто, озлојеђеност је нека врста беса. Тако су њему слична осећања (а по неким научницима, нека су и потпуно иста): раздраженост, разјареност, разбеснелост, горчина, јарост, гнев...